# Berlin-Spandau
Spandau ist der namensgebende Ortsteil im Bezirk Spandau von Berlin.

## Geographie
Der Ortsteil Spandau repräsentiert den Ortskern des ehemaligen Stadtkreises Spandau, der 1920 nach Groß-Berlin eingemeindet wurde. Er liegt beiderseits der Havel. Im Sprachgebrauch können Ortsangaben in Spandau auch in den direkt angrenzenden Bebauungen der Ortsteile Wilhelmstadt (Spandau-Wilhelmstadt), Haselhorst (Spandau-Haselhorst) und Falkenhagener Feld (Spandau-Falkenhagener Feld) liegen.

## Geschichte

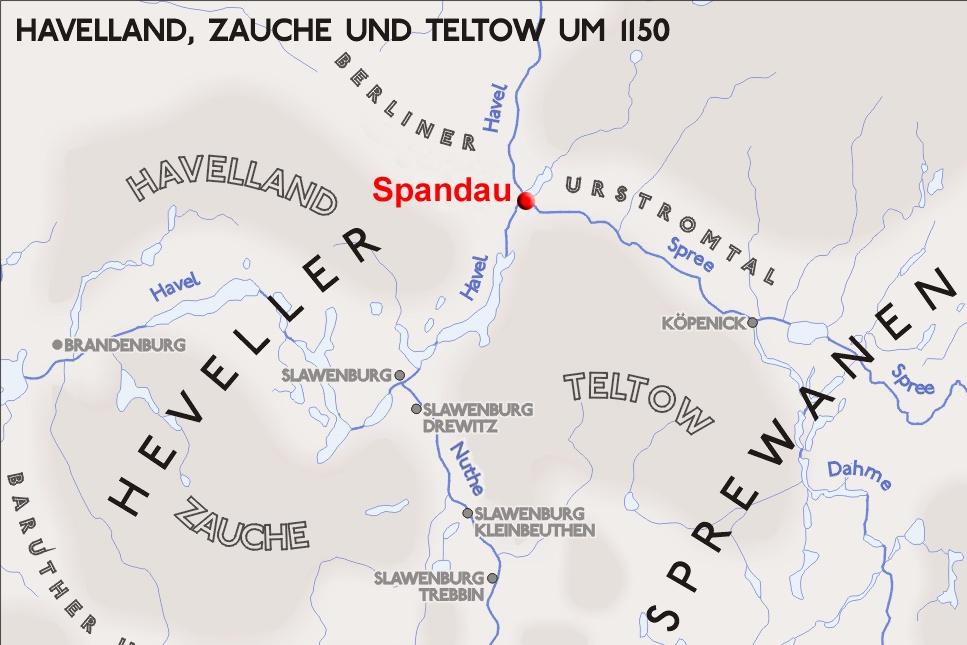
Situation im Brandenburger Raum um 1150

Etwa seit dem 7. Jahrhundert war das Havelland von den Hevellern (slawische Stämme) besiedelt.
Die Ursprünge Spandaus sind auf eine slawische Siedlung zurückzuführen, die am Zusammenfluss von Havel und Spree angelegt war. Aus dieser unbefestigten Anlage entstand bis zum Ende des 10. Jahrhunderts eine befestigte Burganlage, deren slawischer Name nicht überliefert ist und die in der Forschung deshalb als „Spandauer Burgwall“ bezeichnet wird. Bei Grabungen wurde neben den Resten einer auf etwa 980 datierten vermutlichen Kirche aus Holz die Gussform des Spandauer Kreuzes gefunden. Dies lässt auf einen christlichen Bezug dieser Anlage schließen. 1157 geriet der Burgwall im Zuge der Deutschen Ostsiedlung in den Besitz Albrechts des Bären, der sie nach seinen Bedürfnissen umbauen ließ (Aufgabe des Suburbiums, neues Westtor und neue Havelbrücke). Dieser Burgwall bildete den östlichsten Pfeiler der neugeschaffenen Mark Brandenburg an der Havel-Nuthe-Linie.
Die Burg Spandau wird im Jahr 1197 zum ersten Mal urkundlich erwähnt („Everardus advocatus in Spandowe“ in einer Urkunde des Markgrafen Otto II.). Offenbar handelt es sich dabei schon um die nördlich von Alt-Spandau gelegene neue askanische Burg. Die Urkunde befindet sich heute im Dommuseum der Stadt Brandenburg an der Havel.
Neben der Burg entwickelte sich auch eine Siedlung, die der Burg angeschlossen war. Als die Burg den an sie gestellten Anforderungen nicht mehr gerecht werden konnte, wurde sie ausgebaut. Im Zuge dieses Ausbaus wurden wohl die Bewohner in den heutigen Teil der Altstadt Spandau umgesiedelt. Um 1200 könnte es nach neueren Forschungen bereits eine erste Kirche gegeben haben, die Moritzkirche. Im 13. Jahrhundert entstand die St.-Nikolai-Kirche, auf die die Funktion der Pfarrkirche überging.

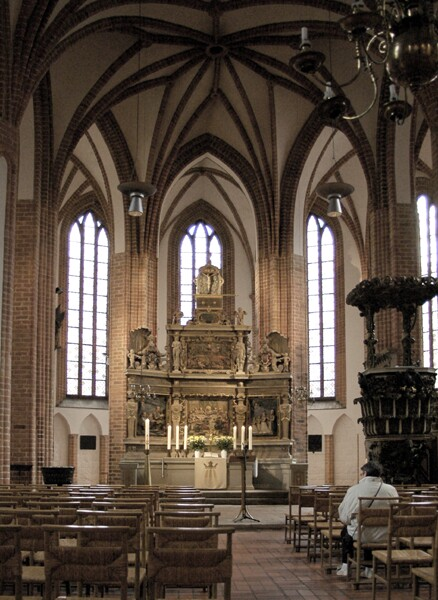
Altar in St. Nikolai

Entgegen allgemein verbreiteter Ansicht wird in der am 7. März 1232 von den Markgrafen Johann I. und Otto III. ausgestellten Urkunde Spandau nicht das Stadtrecht erteilt. Der Text der Urkunde – sofern die erhaltene deutsche Übersetzung authentisch ist, was teilweise angezweifelt wird – macht vielmehr deutlich, dass Spandau bereits Stadtrechte besitzt und hier noch zusätzliche Rechte – vor allem der Bau einer Flutrinne, der Vorgängerin der Schleuse – gewährt werden. Wann die Verleihung der Stadtrechte erfolgte, geht daraus nicht hervor. Da allerdings für das Alter von Städten die förmliche Verbriefung durch eine Urkunde mit der Verleihung von städtischen Rechten gilt und in der genannten Urkunde Spandau zum ersten Mal als Stadt erwähnt wird, ist es erst ab 1232 nachweislich als Stadt anzusehen. Bis um 1560 wuchs Spandau als normale Stadt weiter, bis Kurfürst Joachim II. anordnete, die Burg durch eine Landesfestung zu ersetzen. Der gerufene Baumeister Rochus zu Lynar baute die Zitadelle Spandau und sich selbst ein Schloss in der Stadt. Auf den Kurfürsten ist auch der Knüppelkrieg im Jahr 1567 zwischen Spandau und Berlin zurückzuführen. 1632 wurde im Lynar-Schloss der Leichnam des Schwedenkönigs Gustav II. Adolf auf seiner letzten Reise von Lützen nach Stockholm eine Nacht beherbergt.
Von Bedeutung war für die Stadt das 1239 von den Markgrafen Johann I. und Otto III. gegründete Benediktinerinnenkloster südlich außerhalb der Stadt. Es sollte „ein religiöses und kulturelles Zentrum für die Mittelmark“ sein und besaß einen reichen Grundbesitz sowie das Kirchenpatronat, das Recht zur Besetzung von Pfarrstellen mit einem Priester, für die Spandauer Pfarrkirche St. Nicolai, wahrscheinlich auch für die Moritzkirche, ebenso wie für zehn weitere Dorfpfarren.

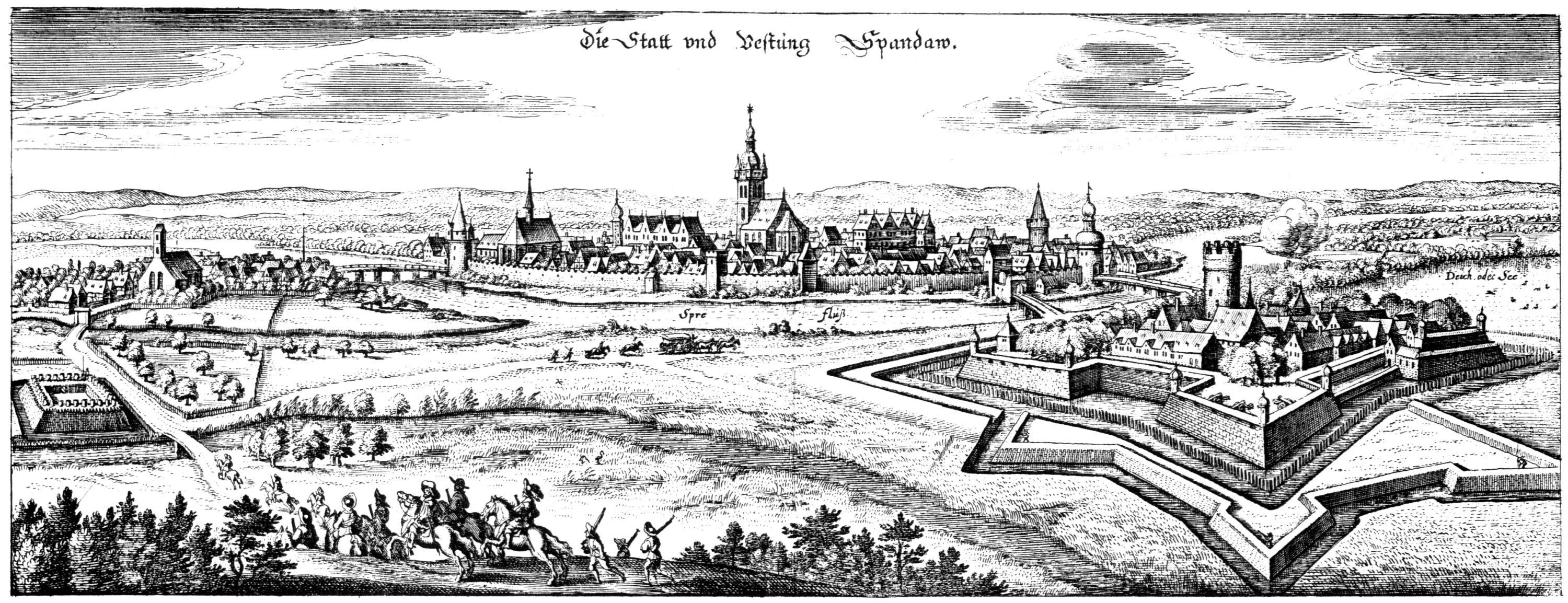
Stadt und Zitadelle Spandau im Jahr 1633

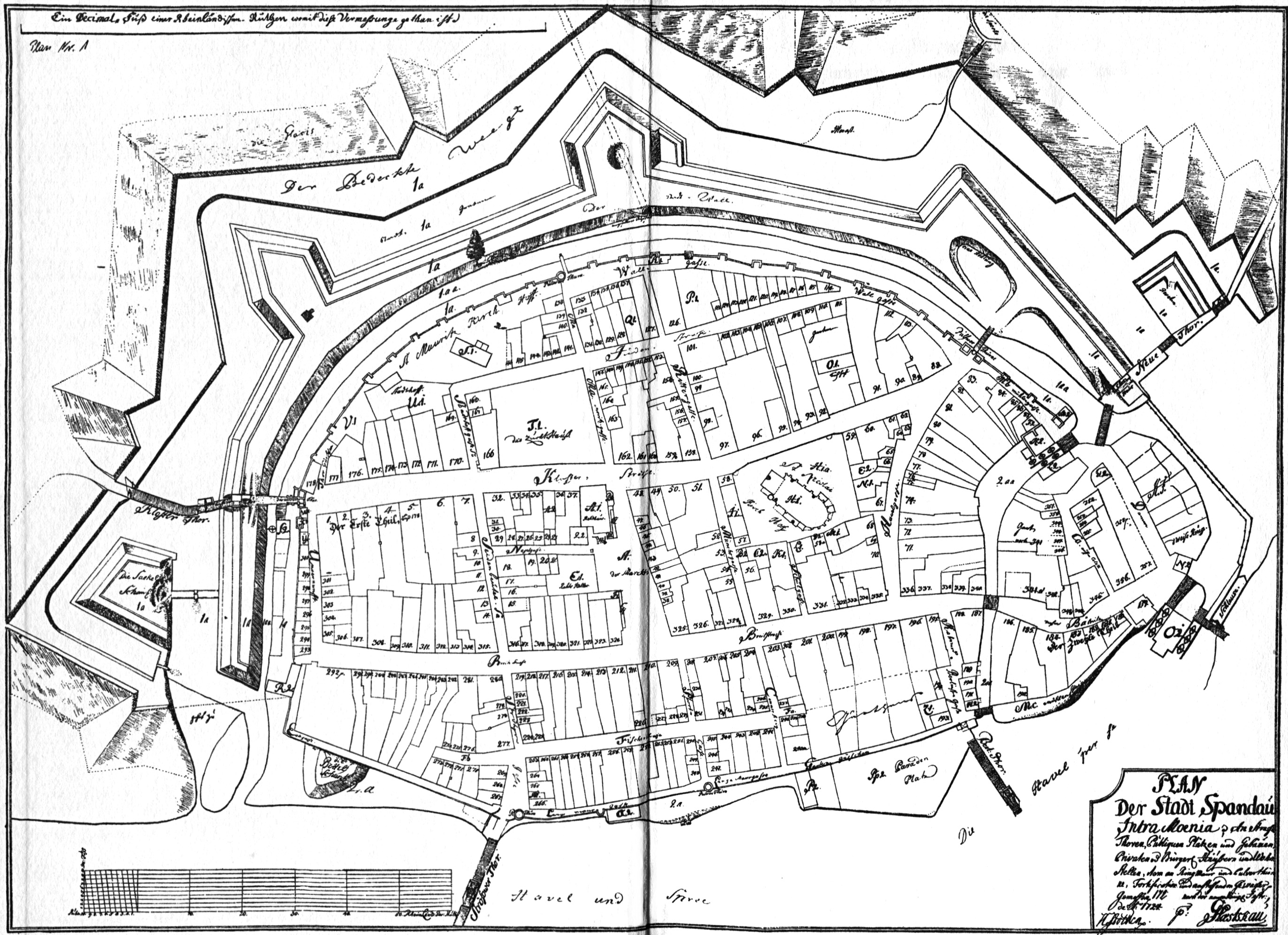
Katasterplan der Stadt Spandau von 1728 (Intra Moenia)

Karte von Spandau und Umland (um 1780)

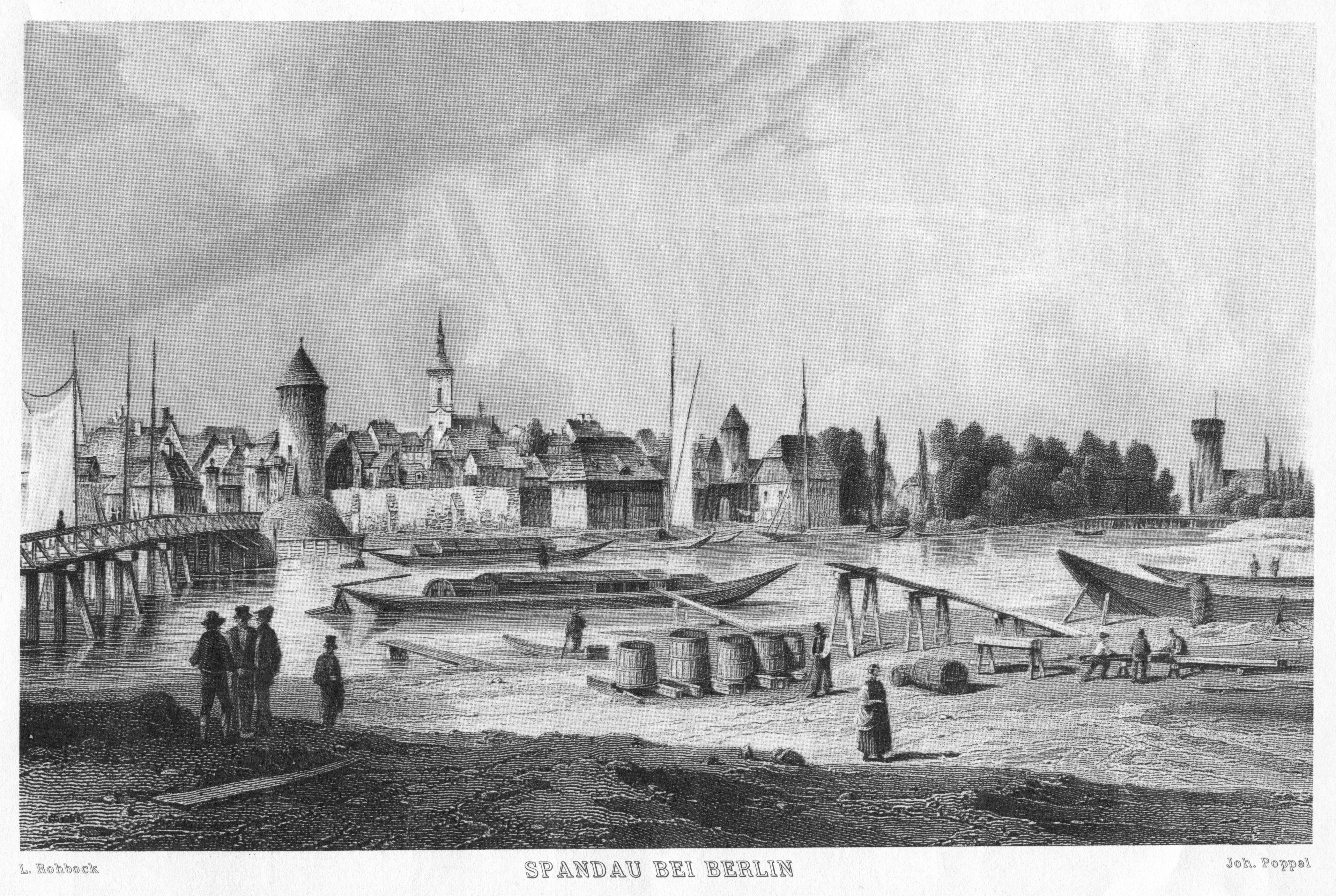
Ansicht um 1850

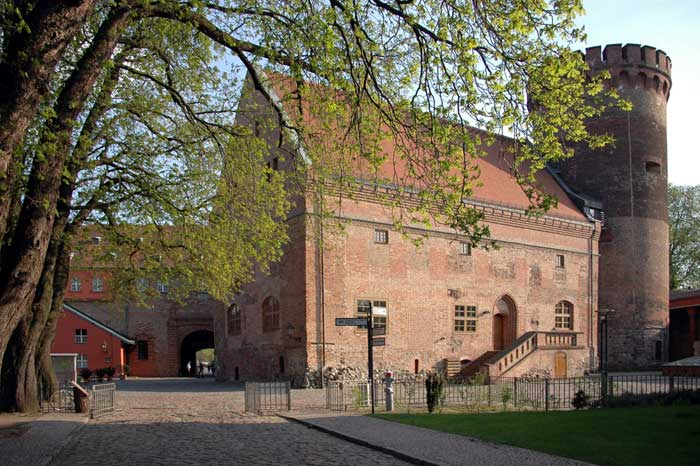
Zitadelle Spandau

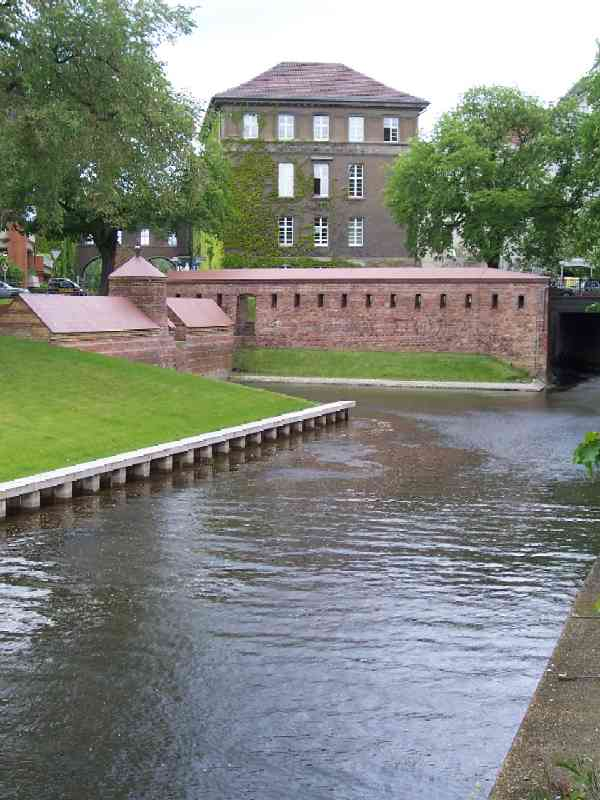
Rest der Befestigungsanlagen der Festung Spandau: Batardeau zur Regulierung des Wasserstandes im Festungsgraben

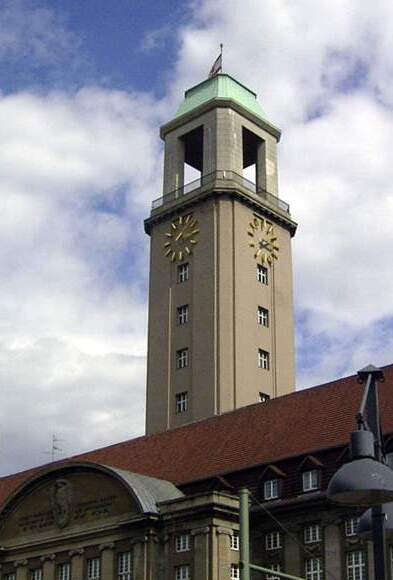
Turm des Spandauer Rathauses

Die heute zum Ortsteil Haselhorst gehörende Zitadelle wurde im Jahr 1594 fertiggestellt. Ab 1626, während des Dreißigjährigen Krieges, wurde in Spandau eine Garnison stationiert und die Stadtmauer ausgebaut. 1686 wurde aus dem Lynar-Schloss ein Zuchthaus.
Bis zum Ende des 18. Jahrhunderts änderte sich an dem Status als Militärstadt nichts. Verstärkt wurde dieses durch den Bau einer Gewehrfabrik im Jahr 1722 auf Befehl von König Friedrich Wilhelm I.
Vom 24. zum 25. Oktober 1806 wurde die Zitadelle von den Franzosen belagert, was die Preußen zur Kapitulation bewegte. In den Befreiungskriegen wurde im März 1813 das von Franzosen besetzte Spandau von russischen Truppen belagert. Preußische Truppen lösten die Russen ab und begannen mit dem Beschuss von Spandau und der Zitadelle Spandau. Am 23. April gaben die Franzosen ihre Kapitulation bekannt und verließen Spandau. Am 7. November 1850 befreite der spätere US-amerikanische Politiker Carl Schurz den Demokraten Gottfried Kinkel aus dem Zuchthaus. 1859 eröffnete die jüdische Gemeinde in Spandau wieder einen eigenen Begräbnisplatz an den Schülerbergen. 1913 wurde eine Leichenhalle nach Plänen des Architekten Steil errichtet. Am 15. September 1895 wurde in Anwesenheit des Oberbürgermeisters Friedrich Koeltze die Synagoge am Lindenufer eingeweiht, nachdem es vorher eine Synagoge in angemieteten Räumen gegeben hatte. Die 1859 wiedergegründete Johannisloge zum goldenen Hammer der Freimaurer baute sich 1866 ein Logenhaus. 1878 wurde der Name der Stadt von „Spandow“ in „Spandau“ geändert. 1877–1879 wurde in der Neuendorfer Straße die Standort-Arrestanstalt (Hilfsgefängnis) erbaut. Das ehemalige Lynar-Schloss in der Altstadt wurde hingegen seit 1861 als Kaserne des 3. Garde-Grenadier-Regimentes „Königin Elisabeth“ genutzt, bevor es 1898 komplett abgerissen wurde.
Um Spandau vor Hochwasser zu schützen, wurde 1832 der Elsgraben angelegt, der das Spreewasser an der Stadt vorbei zur Havel leitete. Der bis 1886 schiffbare Wassergraben verband die (alte) Spree gegenüber der damaligen Otternbucht (ungefähr in Höhe des heutigen Heizkraftwerks Reuter) vorbei an der Fließwiese Ruhleben und dem Schanzenwald mit dem Faulen See in Tiefwerder, der wiederum über mehrere Havelaltarme und den Stößensee – noch heute – mit der Havel verbunden ist. Mit der Kanalisierung der Unterspree in den 1880er Jahren verlor der Elsgraben seine Bedeutung und wurde bis etwa 1930 nach und nach zugeschüttet. Seinem Verlauf folgen heute in etwa der Hempelsteig und der Elsgrabenweg.
Mit dem Reichsfestungsgesetz vom 30. Mai 1873 wurde Spandau zur Festungsstadt. Eine Folge dieser Entscheidung war der Bau des Fort Hahneberg zwischen 1882 und 1888 westlich der Stadt, die zum Zeitpunkt der Fertigstellung aufgrund der fortgeschrittenen Militärtechnik jedoch bereits veraltet war. Am 27. Januar 1903 wurde die Entfestigung angeordnet. Jetzt konnte sich die Stadt ausdehnen. Viele öffentliche Gebäude wurden an dem als Ringstraße konzipierten Hohenzollernring/Askanierring erbaut. 1908–1910 wurde die römisch-katholische Kirche Maria, Hilfe der Christen, 1911 das Stadtbad Spandau sowie die Königliche Landesturnanstalt und das Lehrerseminar errichtet. Die Einwohnerzahl Spandaus stieg von rund 70.000 im Jahr 1905 bis auf 110.000 im Kriegsjahr 1917.
Im 19. Jahrhundert wurde in Spandau die Rüstungsindustrie massiv ausgebaut. Das hier gefertigte Maschinengewehr MG 08/15 wurde zum Synonym für die gleichnamige Redewendung. Im Ersten Weltkrieg wurde diese Industrie noch mehr erweitert, sodass Spandau zum Ende des Krieges ein bedeutendes Rüstungszentrum des Deutschen Reichs geworden war.
Die ersten Eisenbahnanschlüsse erhielt Spandau 1846 durch die Berlin-Hamburger Bahn und 1871 durch die Berlin-Lehrter Eisenbahn zwischen Berlin und Hannover.
Zum 1. April 1887 wurde die Stadt Spandau zum Stadtkreis erhoben und schied somit aus dem Kreis Osthavelland aus.
Ab 1897 siedelte die Firma Siemens & Halske wichtige Industrieanlagen im Nordosten Spandaus an. Später wuchs daraus ein eigener Ortsteil: Siemensstadt.
Am 1. Oktober 1920 verlor Spandau die kommunale Selbstständigkeit und wurde Teil des achten Bezirks von Berlin. Dagegen regte sich in Spandau lange starker Widerstand. Bei der Grundsteinlegung für das Rathaus Spandau im Jahr 1911 rief ein Stadtrat bei seinen drei Hammerschlägen aus: „Es schütze uns des Kaisers Hand vor Groß-Berlin und Zweckverband!“
Nach dem Zweiten Weltkrieg gehörte der Bezirk Spandau zum Britischen Sektor Berlins und verlor einen Teil des Ortsteils Staaken (West-Staaken) an die Sowjetische Besatzungszone. Erst 1990 wurde das abgetrennte West-Staaken mit dem Bezirk Spandau wiedervereinigt.
Gegenwart
Der Bezirk Spandau ist mit seinen Versorgungseinrichtungen ein bedeutender Wirtschaftsstandort Berlins und besitzt auf der anderen Seite auch große Wald- und Wasserflächen, die als Ausflugsgebiet genutzt werden. Der Ortsteil Spandau mit den angrenzenden Wohngebieten kann so auf eine nahezu eigenständige städtische Infrastruktur zurückgreifen. Das kulturelle Zentrum Spandaus ist die Altstadt, von deren alter Bausubstanz allerdings aufgrund der Kriegsereignisse des Zweiten Weltkriegs sowie einer radikalen Sanierung in den 1950er Jahren wenig erhalten geblieben ist.
Die 1978 eingeleitete Umgestaltung der Altstadt zu einer Fußgängerzone wurde nach mehr als zehn Jahren 1989 abgeschlossen. Der Handel in der Altstadt steht seit 2001 unter großem Konkurrenzdruck durch das benachbarte Einkaufszentrum Spandau Arcaden mit seinen 125 Geschäften.

## Bevölkerung
Stadt Spandau
| Jahr | Einwohner |
| ---- | --------- |
| 1858 | 14.705    |
| 1871 | 19.008    |
| 1880 | 29.944    |
| 1890 | 45.951    |
| 1900 | 65.030    |
| 1910 | 84.855    |
| 1919 | 95.373    |

Ortsteil Spandau 1938–2000
Der Ortsteil Spandau umfasste bis 2000 die heutigen Ortsteile Spandau, Falkenhagener Feld, Hakenfelde und Wilhelmstadt.
| Jahr | Einwohner |
| ---- | --------- |
| 1938 | 120.656   |
| 1950 | 120.997   |
| 1960 | 127.200   |
| 1970 | 140.540   |
| 1987 | 130.318   |
| 2000 | 134.219   |

Heutiger Ortsteil Spandau
| Jahr | Einwohner |
| ---- | --------- |
| 2007 | 33.472    |
| 2010 | 33.710    |
| 2015 | 37.943    |
| 2020 | 39.653    |
| 2021 | 39.990    |
| 2022 | 41.257    |
| 2023 | 41.759    |
| 2024 | 42.353    |

## Sehenswürdigkeiten
- St. Nikolai, bedeutendstes Bauwerk der Altstadt, dreischiffige gotische Hallenkirche (15. Jahrhundert), deren Turm seit 1989 wieder eine rekonstruierte Barockhaube mit Schinkelschem Schmuckwerk nach Plänen von 1839 hat
- Kolk, ältester Stadtteil Spandaus mit alten Fachwerkhäusern und einem aus Backsteinen gemauerten Rest der Stadtmauer
- Gotisches Haus, ältestes Gebäude Spandaus, in ihm ist eine Kunstgalerie untergebracht
- Rathaus Spandau
- Zitadelle Spandau, unweit der Altstadt im Ortsteil Haselhorst gelegen, Renaissancefestung mit dem Juliusturm und dem Stadtgeschichtlichen Museum
- Lindenufer
- St. Marien am Behnitz
- Schleuse Spandau
- Spiegelturm (Neoplan Hotel) Stresow
- Kolonistendorf Tiefwerder

## Verkehr
Wichtigster Verkehrsknoten des Bezirks ist der Bahnhof Spandau. Die Bahnstrecke Berlin–Hamburg und die Schnellfahrstrecke Hannover–Berlin verlaufen mit Systemhalt durch Spandau. Neben Fernverbindungen nach München, Köln, Frankfurt am Main, Amsterdam, Basel – Interlaken oder Prag – Budapest halten sieben Regionalbahnlinien und zwei S-Bahn-Linien am Bahnhof. Der U-Bahnhof Rathaus Spandau liegt in unmittelbarer Nähe.
Die S-Bahn hat mit dem Bahnhof Stresow einen weiteren Halt in Spandau. Die U-Bahn-Linie U7 hält am U-Bahnhof Rathaus Spandau, am U-Bahnhof Altstadt Spandau und U-Bahnhof Zitadelle. Der Busknoten S+U Rathaus Spandau gilt – nach dem Bahnhof Zoo – als der zweitstärkste Busknoten in Berlin und wird von 15 Buslinien tagsüber und von drei Nachtbuslinien angefahren; vier der Buslinien verbinden Spandau mit in Brandenburg gelegenen Nachbarorten und mit Potsdam.
Langfristig wird die Wiederanbindung an das Berliner Straßenbahnnetz erwogen. Konkrete Planungen sehen eine Strecke vom Rathaus Spandau zum Urban Tech Republic (ehemals: Flughafen Tegel) vor.
Die Verlängerung der S-Bahn über den jetzigen Endbahnhof Spandau nach Falkensee über Albrechtshof und zur Falkenseer Chaussee (über die Bötzowbahn) befindet sich in der Vorplanung.
Die schon jetzt in Spandau endende U7 soll in Richtung Heerstraße und weiter nach Staaken verlängert werden, eine Grundlagenuntersuchung ist aktuell in Durchführung. Auch gibt es Ideen, die U2, die aktuell am U-Bahnhof Ruhleben endet, bis zum Bahnhof Spandau und weiter nach Falkenhagen zu verlängern. Diese Verlängerung wird aktuell aber nicht näher in Betracht gezogen.
Durch Spandau verläufen die Bundesstraßen B 2 und B 5, über letztere ist der rund 15 km westlich liegende Berliner Ring (A 10) zu erreichen.

## Persönlichkeiten

### Söhne und Töchter von Spandau
- Arnold Freiberger (1589–1672), römisch-katholischer Geistlicher, Abt des Klosters Leubus
- Joachim Betke (1601–1663), Theologe
- Philipp Gerlach (1679–1748), Architekt
- Friedrich Becherer (1747–1823), Architekt und Ingenieur
- Heinrich Karl Ludwig Bardeleben (1775–1852), Jurist, Politiker und Autor
- Friedrich von Frankenberg und Proschlitz (1791–1858), preußischer Generalleutnant
- Christian Friedrich Neue (1799–1886), klassischer Philologe
- Franz Hermann Troschel (1810–1882), Zoologe
- Gustav von Moser (1825–1903), Schriftsteller
- Friedrich Kirchner (1848–1900), Philosoph
- Otto Leppin (1850–1937), Architekt
- Moriz von Lyncker (1853–1932), preußischer Generaloberst
- Carl Albert Weber (1856–1931), Botaniker, Grünlandwissenschaftler und Moorforscher
- Ferdinand Wrede (1863–1934), Linguist
- Hedwig Fuchs, geborene Bockeloh (1864–1944), Lehrerin und Reichstagsabgeordnete (Zentrum)
- Rosa Lindemann, geborene Liesegang (1876–1958), Widerstandskämpferin
- Julius Sternberg (1879–1971), Kaufmann, Vorsteher der Jüdischen Gemeinde
- Claire Praetz (1886–1955), Bühnen- und Filmschauspielerin
- Paul Simmel (1887–1933), Maler und Karikaturist
- Karl Schilling (1890–1963), Politiker (SPD), Bezirksbürgermeister in Spandau
- Kurt Stiebitz (1891–1964), Musikwissenschaftler und Komponist
- Max Weihe (1891–1953), Lehrer und Volksschul-Rektor
- Willi Gericke (1895–1970), Maler und Grafiker
- Erwin Casmir (1895–1982), Fechter, Medaillengewinner bei Olympia, Verbandsfunktionär
- Erna Sack (1898–1972), Opernsängerin
- Ernst Heinrich (1899–1984), Architekt und Hochschullehrer
- Georg Ramin (1899–1957), Politiker (SPD), Bezirksbürgermeister in Spandau
- Käthe Itter (1907–1992), Schauspielerin und Hörspielsprecherin
- Adolf Buchholz (1913–1978), Wirtschaftsfunktionär in der DDR
- Heinz Löwe (1913–1991), Historiker und Hochschullehrer
- Richard Schulze-Kossens (1914–1988), SS-Offizier, Adjutant Hitlers und von Ribbentrops
- Lieselotte Berger (1920–1989), Politikerin (CDU), Parlamentarische Staatssekretärin beim Bundeskanzler
- Wolfgang Kullmann (1927–2022), klassischer Philologe
- Wolfgang Knauft (* 1928), römisch-katholischer Geistlicher, Journalist und Autor
- Ivan Rebroff (1931–2008), Sänger
- Reiner Hartenstein (1934–2022), Informatiker und Hochschullehrer
- Grit Boettcher (* 1938), Schauspielerin
- Knut Kiesant (1943–2022), Germanist
- Peter Dehn (* 1944), Politologe und Politiker (SPD)
- Dr. Motte (* 1960), Mitbegründer der Loveparade
- Kai Wegner (* 1972), Politiker (CDU)
- Kerstin Brauner (* 1976), Politikerin (CDU)
- Ender Çetin (* 1976), Imam
- Ersin Nas (* 1978), Politiker (CDU)
- Jessica Ginkel (* 1980), Schauspielerin
- Sıla Şahin (* 1985), Schauspielerin
- Doğuhan Kabadayı (* 2001), Schauspieler

### Mit Spandau verbundene weitere Persönlichkeiten

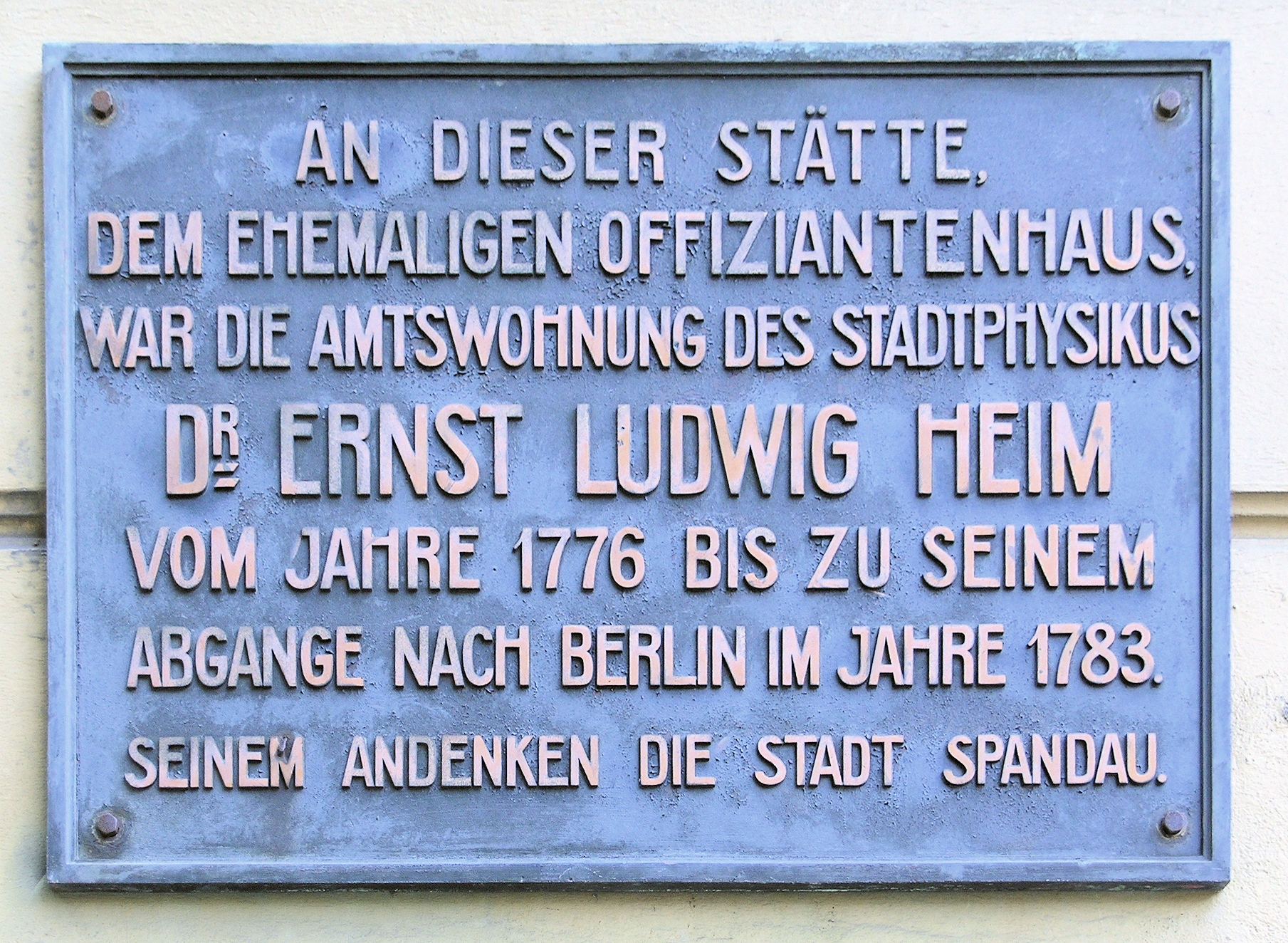
Gedenktafel für Ernst Ludwig Heim am Reformationsplatz

- Margarete von Sachsen (1449–1501), Kurfürstin von Brandenburg, lebte in Spandau
- Rochus zu Lynar (1525–1596), Baumeister der Zitadelle Spandau
- Ernst Ludwig Heim (1747–1834), Stadtphysikus in Spandau
- Carl Bollmann (1833–1891), (Ober-)Bürgermeister von Spandau
- Louis Salomon (1872–1955), Kaufmann, letzter Vorsteher der jüdischen Gemeinde Spandau
- Karl Elkart (1880–1959), Stadtbaurat in Spandau
- Arthur Löwenstamm Rabbiner der jüdischen Gemeinde Spandau von 1916 bis 1938
- Hans Zank (1889–1967), Maler und Grafiker
- Ernst Benda (1925–2009), Politiker (CDU), lebte in Spandau
- Bela B (* 1962), Mitglied der Rockgruppe Die Ärzte, in Spandau aufgewachsen
- Vincent Stein (* 1983), Mitglied des Duos SDP, aufgewachsen in Spandau
- Dag-Alexis Kopplin (* 1983), Mitglied des Duos SDP, aufgewachsen in Spandau